# Fissidens amazonicus
Fissidens amazonicus là một loài Rêu trong họ Fissidentaceae. Loài này được Pursell mô tả khoa học đầu tiên năm 1988.